# Tera Computer Company
Tera Computer Company était un fabricant de logiciels et de matériel informatique haute performance, fondé en 1987 à Washington, DC et transféré en 1988 à Seattle (Washington) par James Rottsolk et Burton Smith. Le premier produit de la société, un supercalculateur nommé MTA, comportait un multithreading entrelacé, c’est-à-dire un processeur Barrel. Il ne disposait pas non plus de cache de données, reposant sur la commutation entre les threads pour la tolérance de latence, et utilisait un système de mémoire en profondeur pour gérer de nombreuses requêtes simultanées. 
Après l’acquisition de la division Cray Research de Silicon Graphics en 2000, la société a été renommée Cray Inc.